# Sweet & Sour Tears
Sweet & Sour Tears – album amerykańskiego muzyka Raya Charlesa, wydany w 1964 roku. W 1997 roku ukazał się on na płycie CD z siedmioma bonusowymi utworami.
Sweet & Sour Tears jest albumem koncepcyjnym. Tytuły lub teksty wszystkich zawartych na nim piosenek odnoszą się do płaczu.

## Lista utworów

### Strona pierwsza
| 1. | „Cry” (Kohlman)                                                | 3:34  |
|    |                                                                |       |
| 2. | „Guess I'll Hang My Tears Out to Dry” (Sammy Cahn, Jule Styne) | 4:20  |
|    |                                                                |       |
| 3. | „A Tear Fell” (Burton, Randolph)                               | 2:45  |
|    |                                                                |       |
| 4. | „No One to Cry To” (Robin, Willing)                            | 2:43  |
|    |                                                                |       |
| 5. | „You’ve Got Me Crying Again” (Jones, Newman)                   | 2:52  |
|    |                                                                |       |
| 6. | „After My Laughter Came Tears” (Tobias, Turk)                  | 3:13  |
|    |                                                                |       |
|    |                                                                | 19:27 |
|    |                                                                |       |

### Strona druga
| 1. | „Teardrops from My Eyes” (Toombs)           | 3:29  |
|    |                                             |       |
| 2. | „Don’t Cry Baby” (Bernie, Johnson, Unger)   | 3:09  |
|    |                                             |       |
| 3. | „Cry Me a River” (Hamilton)                 | 3:20  |
|    |                                             |       |
| 4. | „Baby, Don’t You Cry” (Johnson, Washington) | 2:40  |
|    |                                             |       |
| 5. | „Willow, Weep for Me” (Ronell)              | 4:37  |
|    |                                             |       |
| 6. | „I Cried for You” (Arnheim, Freed, Lyman)   | 2:40  |
|    |                                             |       |
|    |                                             | 19:55 |
|    |                                             |       |

### Reedycyjne utwory bonusowe
| 1. | „My Heart Cries for You” (Faith, Sigman)       | 2:51  |
|    |                                                |       |
| 2. | „I Wake Up Crying” (Burt Bacharach, Hal David) | 3:00  |
|    |                                                |       |
| 3. | „Drown in My Own Tears” (Henry Glover)         | 3:21  |
|    |                                                |       |
| 4. | „Teardrops in My Heart” (Horton)               | 3:05  |
|    |                                                |       |
| 5. | „Crying Time” (Owens)                          | 2:58  |
|    |                                                |       |
| 6. | „No Use Crying” (Daniels, Gaines, Kober)       | 3:19  |
|    |                                                |       |
| 7. | „Tired of My Tears” (Holiday, Lewis)           | 2:23  |
|    |                                                |       |
|    |                                                | 20:57 |
|    |                                                |       |